# Vouhé (Deux-Sèvres)
Vouhé is een gemeente in het Franse departement Deux-Sèvres (regio Nouvelle-Aquitaine) en telt 360 inwoners (2004). De plaats maakt deel uit van het arrondissement Parthenay.

## Geografie
De oppervlakte van Vouhé bedraagt 14,1 km², de bevolkingsdichtheid is 25,5 inwoners per km².
De onderstaande kaart toont de ligging van Vouhé (Deux-Sèvres) met de belangrijkste infrastructuur en aangrenzende gemeenten.

## Demografie
Onderstaande figuur toont het verloop van het inwonertal (bron: INSEE-tellingen).